# Piroslábú atlaszvida
A piroslábú atlaszvida (Vidua chalybeata) a madarak osztályának verébalakúak (Passeriformes) rendjébe, azon belül a vidafélék (Viduidae) családjába tartozó faj.

## Rendszerezése
A fajt Philipp Ludwig Statius Müller német  ornitológus írta le 1776-ban, a Fringilla nembe Fringilla chalybeata néven.

## Alfajai
- Vidua chalybeata amauropteryx (Sharpe, 1890)
- Vidua chalybeata centralis (Neunzig, 1928)
- Vidua chalybeata chalybeata (Statius Muller, 1776)
- Vidua chalybeata neumanni (Alexander, 1908)
- Vidua chalybeata okavangoensis Payne, 1973
- Vidua chalybeata ultramarina (Gmelin, 1789)[2]

## Előfordulása
Afrikában a Szahara alatti részeken, Angola, Benin, Bissau-Guinea, Botswana, Burkina Faso, Burundi,  a Dél-afrikai Köztársaság, Dél-Szudán, Csád, Kamerun, a Kongói Demokratikus Köztársaság, a Közép-afrikai Köztársaság, Elefántcsontpart, Eritrea, Etiópia, Gambia, Ghána, Guinea, Kenya, Lesotho, Malawi, Mali, Mauritánia, Mozambik, Namíbia, Niger, Nigéria, Ruanda, Szenegál, Sierra Leone, Szomália, Szudán, Szváziföld, Tanzánia, Togo, Uganda, Zambia és Zimbabwe területén honos. 
A természetes élőhelye szubtrópusi és trópusi száraz cserjések, valamint ültetvények és vidéki kertek.

## Megjelenése
Testhossza 10–11 centiméter, testtömege 11,3-15 gramm.
|  |  |

## Szaporodása
Mint az a vidafélék családjában általános, ez a faj is költésparazita. Fő gazdamadara a díszpintyfélék családjába tartozó vöröscsőrű tűzpinty (Lagonosticta senegala).

## Természetvédelmi helyzete
Az elterjedési területe rendkívül nagy, egyedszáma pedig stabil. A Természetvédelmi Világszövetség Vörös listáján nem fenyegetett fajként szerepel.